# Laconia, New Hampshire
Laconia, New Hampshire là một thành phố thuộc quận trong tiểu bang New Hampshire, Hoa Kỳ. Dân số thành phố là 15.951 tại cuộc điều tra dân số năm 2010 và ước tính 16.581 tính đến năm 2019.